# Украинско-японские отношения
Украинско-японские отношения (яп. 日宇関係, にちうかんけい) были официально установлены в 1992 году.

## Отношения в начале XX века

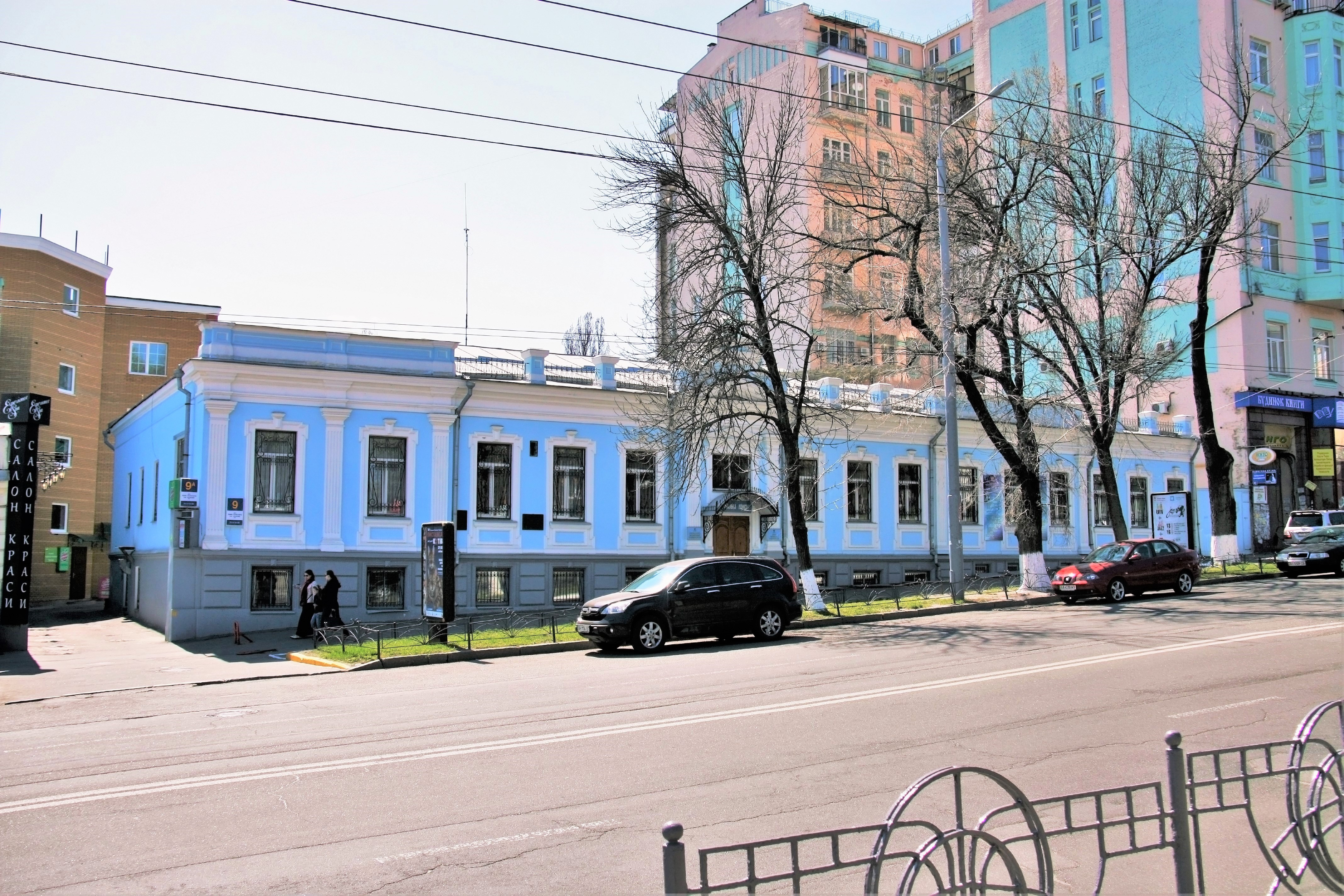
Бывшее здание Японской военной миссии на Украине. Киев, ул. Льва Толстого, 9

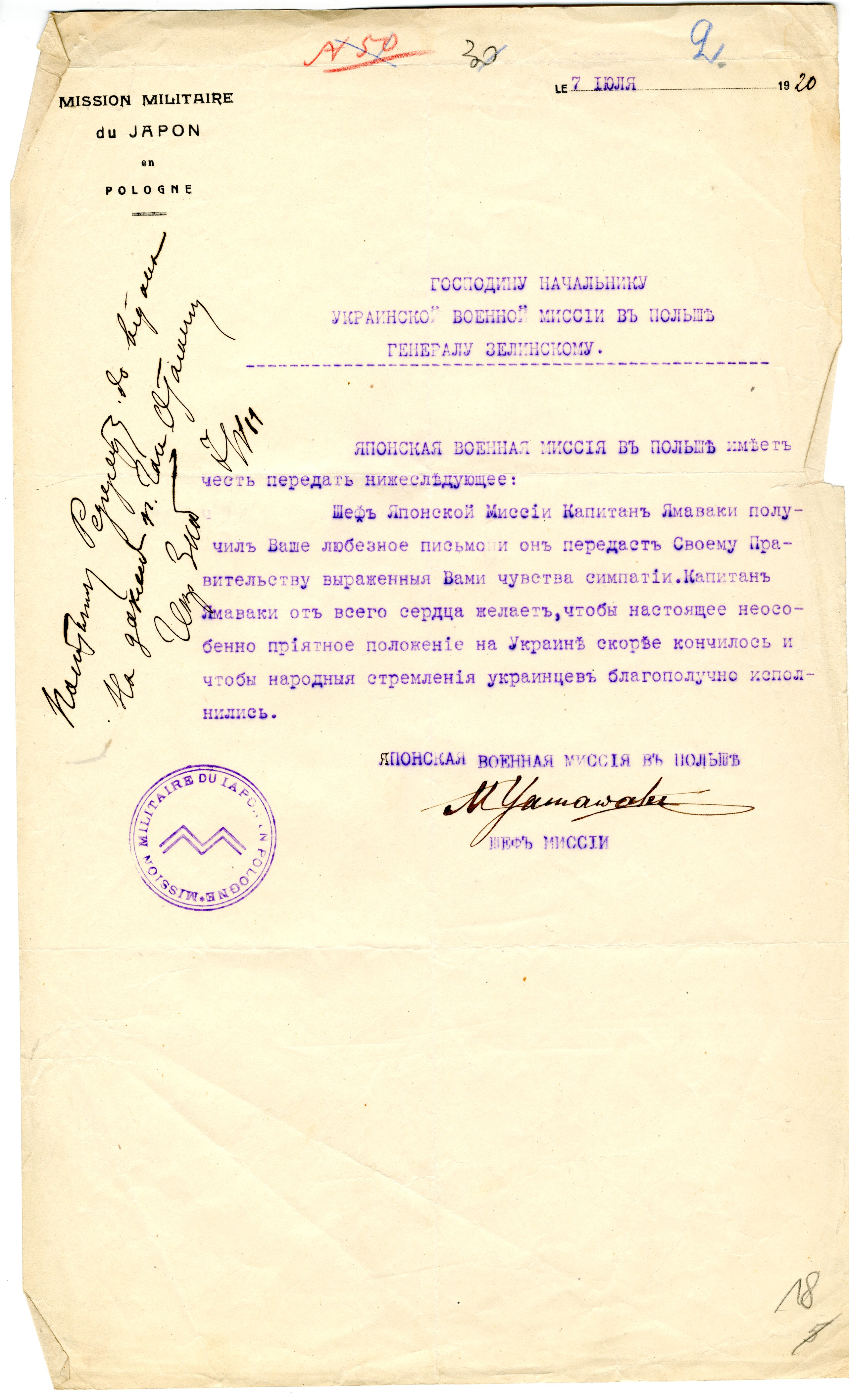
Ответ Японской военной миссии в Польше на письмо Украинской военной миссии в Польше от 25 сентября 1920 года

После Февральской революции в 1917 году Посольство Японии в Петрограде направило дипломатическую и военную миссии в Киев во главе с атташе посольства Хитоси Асидой, который в июле 1917 года первым из дипломатов Антанты посетил Украинскую Центральную раду. После занятия большевиками Ставки Верховного главнокомандующего в ноябре 1917 года в Киев переехала и японская военная миссия, которая до того находилась в Могилёве при Ставке. Возглавлявший её генерал Такаяначи, в числе прочих глав военных миссий государств Антанты, выразил готовность помочь Украинской Народной Республике людьми, оружием и финансами для содержания фронта против Центральных держав, что, однако, не было реализовано. Помимо этого в Одессе продолжило свою работу японское консульство. Правительство Японии было проинформировано своей миссией о провозглашении независимости УНР в январе 1918 года, также данное событие было освещено японскими журналистами, находившимися на тот момент на Украине.
В 1918 году уже Правительство Украинской Народной Республики назначило Бориса Воблого уполномоченным представителем в Японии.
В 1920 году между представителями УНР и японскими дипломатами в Европе велась переписка. В конце 1920-х — начале 1930-х годов Правительство Украинской Народной Республики в изгнании поддерживало связи с японскими военными кругами.

## Современные отношения
В 1991 году Япония признала независимость Украины и установила межгосударственные отношения. Однако отношения между обеими странами находятся в зачаточном состоянии. Япония не инвестирует в украинскую экономику, а ее предприятия практически не представлены на украинском рынке. Украина, со своей стороны, не создает условия для надлежащего инвестирования, тормозит развитием двусторонних отношений. По состоянию на 2009 год размер финансовой помощи Украине со стороны Японии, включая займам, составила 85,11 млн долларов США. Культурно-научные связи между обеими странами находятся на уровне ознакомительных выставок, краткосрочных стажировок, языковых курсов для начинающих. По сравнению с иностранцами из стран Америки, Европы или Азии, японцы практически не посещают Украину. Рост японского интереса к Украине имело место в период Оранжевой революции 2004 года. Токио надеялся на появление демократической и реформированной Украины, видя в ней силу, которая могла сдерживать Россию на западе. Однако этот интерес постепенно угас из-за неэффективности работы правительств Виктора Ющенко и прихода к власти Виктора Януковича, что в японских официальных кругах имел репутацию пророссийского политика.

## Дипломатические представительства
- Украина имеет посольство в Токио[9]. Чрезвычайный и полномочный посол Украины в Японии — Сергей Владимирович Корсунский.
- Япония имеет посольство в Киеве[10]. Чрезвычайный и полномочный посол Японии на Украине — Такаси Кураи[укр.].

## Население

### Японцы на Украине
- 202 человека (по состоянию на 2009 год)[1]
- 210 человек (по состоянию на январь 2012 года)[1]

### Украинцы в Японии
- 907 (2005)[11]
- 1590 человек (2009)[1]
- 1507 человек (декабрь 2010)[1]

#### Украинские неправительственные организации в Японии
- Миссия Православной церкви Украины в Японии
- Сообщество украинцев в Японии «Краяны»
- Украинская школа «Родничок»